# Zdeňka Vejnarová
Zdeňka Vejnarová (* 22. června 1981 Jilemnice), provdaná Vlášková, je bývalá česká biatlonistka.
Startovala na ZOH 2002, 2006 a 2010, jejím nejlepším individuálním výsledkem je 23. místo ve vytrvalostním závodě v Salt Lake City 2002. Pravidelně se účastnila světových šampionátů, největším úspěchem pro ni bylo 8. místo v závodech smíšených štafet na Mistrovství světa 2007.
Žije v Jilemnici, kde provozuje vlastní lyžařskou školu ZdeňkyBěžky. S manželem Michalem Vláškem, bývalým sdruženářem a cyklistou, má syna Vojtěcha.